# Stryphnodendron porcatum
Stryphnodendron porcatum là một loài loài thực vật họ Đậu (Fabaceae). Loài này chỉ có ở Ecuador. Môi trường sống tự nhiên của chúng là rừng ẩm vùng đất thấp nhiệt đới hoặc cận nhiệt đới và vùng núi ẩm nhiệt đới hoặc cận nhiệt đới.